# کاوکو کاوپینن
کاوکو کاوپینن (فنلاندی: Kauko Kauppinen؛ زادهٔ ۱۲ ژانویهٔ ۱۹۴۰) بازیکن بسکتبال اهل فنلاند بود. وی در بازی‌های المپیک تابستانی ۱۹۶۴ حضور داشته‌است.